# Heike Deckert-Peaceman
Heike Deckert-Peaceman (* 1963) ist eine deutsche Pädagogin und Hochschullehrerin.

## Leben
Deckert-Peaceman studierte von 1983 bis 1986 Kunsterziehung und Lehramt an Grundschulen mit den Fächern Deutsch und Biologie. Von 1986 bis 1988 absolvierte sie das Referendariat und war im Anschluss bis 1998 Lehrerin an einer Grundschule in Wiesbaden. Von 1998 bis 1999 war sie Mitarbeiterin der Zentralstelle für Interne Evaluation am Hessischen Landesinstitut für Pädagogik am Pädagogischen Institut Falkenstein. In den Jahren 1999–2001 erhielt sie ein Promotionsstipendium der Hans-Böckler-Stiftung und 2001 promovierte sie an der Goethe-Universität Frankfurt am Main. Anschließend war Deckert-Peaceman von 2001 bis 2003 als pädagogische Mitarbeiterin des Fritz Bauer Instituts in Frankfurt am Main am Studien- und Dokumentationszentrum zu Geschichte und Wirkung des Holocaust tätig. Nach einer darauffolgenden Tätigkeit als wissenschaftliche Assistentin am Fachbereich Erziehungswissenschaften an der Goethe-Universität ist sie seit 2004 Professorin für Erziehungswissenschaft mit den Schwerpunkten Grundschulpädagogik und Kindheitsforschung an der Pädagogischen Hochschule Ludwigsburg.

## Schriften (Auswahl)
- Holocaust als Thema für Grundschulkinder? Ethnographische Feldforschung zur Holocaust education am Beispiel einer Fallstudie aus dem amerikanischen Grundschulunterricht und ihre Relevanz für die Grundschulpädagogik in Deutschland (Zugl.: Frankfurt (Main), Univ., Diss., 2001), Peter Lang, Frankfurt am Main u. a. 2002, ISBN 978-3-631-38586-9.
- mit Cornelie Dietrich, Ursula Stenger: Einführung in die Kindheitsforschung, WBG, Darmstadt 2010, ISBN 978-3-534-17524-6.
- mit Gerold Scholz: Vom Kind zum Schüler. Diskurs-Praxis-Formationen zum Schulanfang und ihre Bedeutung für die Theorie der Grundschule, Verlag Barbara Budrich, Opladen/Berlin/Toronto 2016, ISBN 978-3-8474-0698-3.